# Yoel Rak

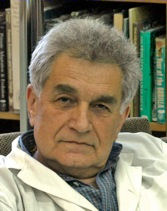
Yoel Rak

Yoel Rak (* 29. Juni 1946 in Berlin) ist ein israelischer Anatom und Paläoanthropologe. Er war von 1991 bis 2016 ordentlicher Professor in der Abteilung für Anatomie und Anthropologie der Sackler-Fakultät für Medizin der Universität Tel Aviv. Rak wurde international bekannt aufgrund seiner Studien über Schädel und Gesicht der Australopithecinen sowie zum Körperbau und zur Verbreitung der Neandertaler in der Levante und in Europa.

## Werdegang
Yoel Rak wurde als Sohn der Holocaust-Überlebenden Pinhas und Hana Rak in einem DP-Lager der Jewish Agency für jüdische Displaced Persons in Berlin geboren. Im Alter von zwei Jahren, nach der Gründung des Staates, wanderten seine Eltern mit ihm nach Israel aus und ließen sich in Ramat Gan nieder. In Ramat Gan besuchte er die Hillel-Grundschule, danach wechselte er bis zum Abitur ins Hadassim Children and Youth Village, ein Internat für Kinder europäischer Flüchtlinge.
Rak, der sich schon als Kind für Fossilien interessiert hatte, wollte Paläoanthropologie studieren; dieses Fach wurde jedoch Mitte der 1960er-Jahre in Israel noch nicht angeboten. Daher stellte er sich ab 1968 seinen Studienplan an der Hebräischen Universität Jerusalem und an der Universität Tel Aviv aus Lehrveranstaltungen in den Fächern Vorgeschichte, Archäologie, Anatomie, Paläontologie, Zoologie, Geologie und Genetik zusammen. Ab seinem zweiten Studienjahr und bis 1972 wurde er in Tel Aviv im Institut für Anatomie der medizinischen Fakultät als wissenschaftliche Hilfskraft beschäftigt.
1972 erwarb Yoel Rak an der Hebräischen Universität den Bachelor-Grad in den Fächern Vorgeschichte und Archäologie. Danach studierte er in Tel Aviv Anatomie und Anthropologie, musste das Studium aber unterbrechen, da er 1973 während des Jom-Kippur-Kriegs zu den israelischen Streitkräften eingezogen wurde. Nach dem Krieg erwarb er den Magister-Grad (1975), wechselte in die USA an die University of California, Berkeley und erarbeitete dort – angeleitet durch Sherwood L. Washburn, Tim White und Francis Clark Howell – seine 1981 abgeschlossene Dissertation über „The Morphology and Architecture of the Australopithecine Face“ („Morphologie und Aufbau des Gesichts der Australopithecinen“). Eine bearbeitete Fassung der Dissertation erschien zwei Jahre später unter dem Titel „The Australopithecine Face“ als Buch im New Yorker Verlag Academic Press.
1980 kehrte Yoel Rak nach Israel zurück und wurde als Lecturer an die Universität von Tel Aviv berufen; 1991 folgte die Berufung zum ordentlichen Professor (Full Professor). Von 2004 bis 2008 leitete er das Institut für Anatomie und Anthropologie und wurde wiederholt als „bester Lehrer“ ausgezeichnet. Forschungssemester verbrachte er in dieser Zeit unter anderem in Berkeley am Institute for Human Origins, an der ebenfalls renommierten Duke University in North Carolina und – zuletzt 2008/2009 – an der Simon Fraser University in Vancouver, Kanada.
Neben seinen fachwissenschaftlichen Publikationen veröffentlichte Rak zahlreiche populärwissenschaftliche Artikel in den Journalen Mahshavot und Teva Hadvarim.
Yoel Rak ist verheiratet und hat drei Kinder.

## Forschungsthemen

Am Schädel von Mrs. Ples sind das flache Gesicht und die Knochen zur Verankerung der Kaumuskulatur deutlich zu erkennen.

Yoel Rak befasst sich seit seiner Studienzeit mit der Veränderung der Hominini-Anatomie im Verlauf der Evolution. Schwerpunkt der Forschung ist zum einen die Anatomie des Gesichts und – damit unmittelbar zusammenhängend – die Biomechanik des Kauapparats, das heißt: das Zusammenspiel von Knochen und Muskulatur im Bereich des Kopfes; zum anderen die Biomechanik des aufrechten Ganges.
Schon in seiner Dissertation ging Rak der Frage nach, welche biomechanischen Gründe die charakteristische Topographie des Gesichts bei den Australopithecinen hervorgebracht hatten: Ihr Gesicht ist im Zentrum flach wie ein Teller, aber im Randbereich – oberhalb sowie links und rechts der Augen, ferner im Bereich der Kiefer – wölben sich Knochen deutlich nach vorn. Das Gesicht ist bei Australopithecus daher einwärts gewölbt (konkav), während es beispielsweise bei den Menschenaffen nach außen gewölbt (konvex) ist. Rak deutete die Gesichtsform der Australopithecinen als Folge einer Verlagerung der Ansätze für die Kaumuskulatur von den Seiten nach vorn, an die Peripherie des Gesichts, was zur Folge hat, dass die Kiefer dank einer verstärkten Hebelwirkung kräftiger zu kauen vermögen.
Ebenfalls im Rahmen seiner Dissertation begann Rak im Cleveland Museum of Natural History in Ohio die wenigen bis dahin bekannten Gesichtsknochen von Australopithecus afarensis-Funden zu untersuchen; die 1974 von Donald Johanson im Hadar-Gebiet von Äthiopien entdeckte Lucy war zwar ein recht vollständiges Skelett; jedoch waren bei ihm – abgesehen vom Unterkiefer – fast alle Knochen des Kopfes verloren gegangen. Aufgrund des Bürgerkriegs in Äthiopien erschien Johanson eine Fortführung seiner Feldstudien in diesem Land ab 1977 als zu gefährlich, weswegen sie von ihm erst ab Anfang der 1990er-Jahre wieder organisiert wurden. Bei einer dieser Exkursionen in Hadar entdeckte Yoel Rak Anfang 1992 den recht gut erhaltenen Schädel AL 444-2 eines erwachsenen männlichen Australopithecus afarensis mit einer der Gattung Homo recht ähnlichen Zahnstellung. Dieser rund 3 Millionen Jahre alte Schädelfund trug wesentlich dazu bei, dass die zuvor umstrittene Abtrennung der äthiopischen Fossilien von den schon länger bekannten südafrikanischen Fossilien der Art Australopithecus africanus sich in der Fachwelt durchsetzte. Eine Zusammenfassung der Befunde zum Schädel von Australopithecus afarensis erschien 2004 im Verlag Oxford University Press. Eine 2007 publizierte Studie zu einem afarensis-Unterkiefer stellte die Nähe dieser Art zu den Vorfahren des Menschen infrage, da der aufsteigende Unterkieferast (Ramus mandibulae) größere Ähnlichkeiten zu Paranthropus robustus aufweise als zu den frühen Homo-Arten.
Der zweite Forschungsschwerpunkt von Yoel Rak sind die Neandertaler-Funde im Gebiet von Israel. In dieser Region lebten über lange Zeitspannen hinweg zugleich die aus dem Norden zugewanderten Neandertaler und die aus dem Süden kommenden modernen Menschen (Homo sapiens). Beide bewohnen abwechselnd die gleichen Höhlen. Yoel Rak veranlasste diverse Ausgrabungen und war unter anderem beteiligt an der Erforschung der Amud-Höhle (1990–1994) sowie der Kebara-Höhle (1982–1990), in der das südlichste Vorkommen von Neandertalern belegt werden konnte. Raks anatomische Studien galten auch beim Neandertaler vor allem dem Bau ihres Gesichts und speziell der Rekonstruktion ihrer Kaubewegungen.

## Ehrungen

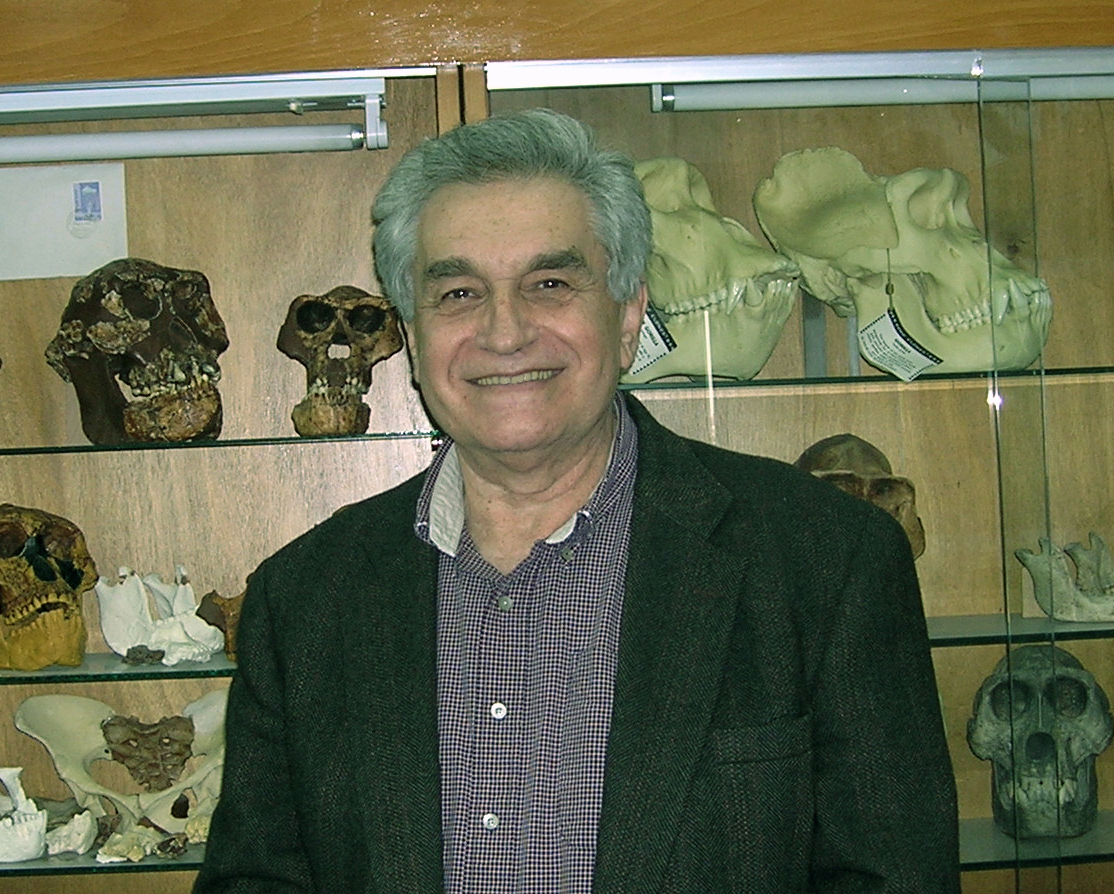
Yoel Rak, 2008

Yoel Rak ist Gutachter für die Fachzeitschriften American Journal of Physical Anthropology, Nature, Current Anthropology und Journal of Human Evolution. 1999 wurde ihm der Igor Orenstein Chair for the Study of Aging der Universität Tel Aviv zugesprochen. 2008 wurde er zum Mitglied der Israelischen Akademie der Wissenschaften gewählt.

## Schriften (Auswahl)
Bücher
- The Australopithecine Face. Academic Press, New York 1983, ISBN 978-0125762809.
- mit  William H. Kimbel, Donald Johanson et al.: The Skull of Australopithecus afarensis. Oxford University Press, London 2004, ISBN 978-0195157062.

Fachaufsätze
- The functional significance of the squamosal suture in Australopithecus boisei. In: American Journal of Physical Anthropology. Band 49, Nr. 1, 1978, S. 71–78, doi:10.1002/ajpa.1330490111.
- mit Francis Clark Howell: Cranium of a juvenile Australopithecus boisei from the lower Omo basin, Ethiopia. In: Americal Journal of Physical Anthropology. Band 48, Nr. 3, 1978, S. 345–366, doi:10.1002/ajpa.1330480311.
- mit Ronald J. Clarke: Ear ossicle of Australopithecus robustus. In: Nature. Band 279, 1979, S. 62–63, doi:10.1038/279062a0.
- mit Ronald J. Clarke: Aspects of the middle and external ear of early South African hominids. In: American Journal of Physical Anthropology. Band 51, Nr. 3, 1979, S. 471–473, doi:10.1002/ajpa.1330510320.
- The Morphology and Architecture of the Australopithecine Face. Dissertation, University of California, Berkeley 1981.
- Australopithecine taxonomy and phylogeny in light of facial morphology. In: American Journal of Physical Anthropology. Band 66, Nr. 3, 1985, S. 281–287, doi:10.1002/ajpa.1330660305.
- Sexual dimorphism, ontogeny and the beginning of differentiation of the robust Australopithecine clade. In: Phillip Tobias (Hrsg.): Hominid Evolution: Past, Present and Future. Alan R. Liss, New York 1985, S. 233–237.
- The Neanderthal: A new look at an old face. In: Journal of Human Evolution. Band 15, Nr. 3, 1986, S. 151–164, doi:10.1016/S0047-2484(86)80042-2.
- mit Baruch Arensburg: Kebara 2 Neanderthal pelvis: First look at a complete inlet. In: American Journal of Physical Anthropoloogy. Band 73, Nr. 2, 1987, S. 227–231, doi:10.1002/ajpa.1330730209.
- On the differences between two pelvises of Mousterian context from the Qafzeh and Kebara Caves, Israel. In: American Journal of Physical Anthropology. Band 81, Nr. 3, 1990, S. 323–332, doi:10.1002/ajpa.1330810302.
- Lucy's pelvic anatomy: its role in bipedal gait. In: Journal of Human Evolution. Band 20, Nr. 4, 1991, S. 283–290, doi:10.1016/0047-2484(91)90011-J.
- mit William H. Kimbel und Donald Johanson: The first skull and other new discoveries of Australopithecus afarensis at Hadar, Ethiopia. In: Nature. Band 368, 1994, S. 449–451, doi:10.1038/368449a0.
- mit William H. Kimbel und Erella Hovers: A Neandertal infant from Amud Cave, Israel. In: Journal of Human Evolution. Band 26, 1994, S. 313–324, doi:10.1006/jhev.1994.1019.
- "444". Der früheste menschliche Schädel. In: Machshavot. Band 67, 1995, S. 50–65. (auf Hebräisch, über den von Rak 1992 entdeckten Schädel AL 444-2 aus Hadar)
- mit William H. Kimbel und Donald Johanson: The crescent of foramina in Australopithecus afarensis and other early hominids. In: American Journal of Physical Anthropology. Band 101, Nr. 1, 1996, S. 93–99, doi:10.1002/(SICI)1096-8644(199609)101:1<93::AID-AJPA6>3.0.CO;2-E.
- mit Avishak Ginzburg und Eli Geffen: Does Homo neanderthalensis play a role in modern human ancestry? The mandibular evidence. In: American Journal of Physical Anthropology. Band 119, Nr. 3, 2002, S. 199–204, doi:10.1002/ajpa.10131.
- mit Avishak Ginzburg und Eli Geffen: Gorilla-like anatomy on Australopithecus afarensis mandibles suggests Au. afarensis link to robust australopiths. In: PNAS. Band 104, Nr. 16, 2007, S. 6568–6572, doi:10.1073/pnas.0606454104.

## Belege
1. ↑  Yoel Rak: The Morphology and Architecture of the Australopithecine Face. Dissertation, University of California, Berkeley 1981.
2. ↑  Abbildung des Schädels AL 444. (Memento vom 29. August 2010 im Internet Archive)
3. ↑  William H. Kimbel, Donald C. Johanson und Yoel Rak: The First Skull and Other New Discoveries of Australopithecus afarensis at Hadar, Ethiopia. In: Nature, Band 368, 1994, S. 449–451, doi:10.1038/368449a0.
4. ↑  Yoel Rak, Avishag Ginzburg und Eli Geffen: Gorilla-like anatomy on Australopithecus afarensis mandibles suggests Au. afarensis link to robust australopiths. In: Proceedings of the National Academy of Sciences, Band 104, Nr. 16, 2007, S. 6568–6572, doi:10.1073/pnas.0606454104.
Anthropologie: Lucy ist nicht mehr unsere Mutter! Auf: diepresse.com vom 10. April 2007.
5. ↑  Yoel Rak und Baruch Arensburg: Kebara 2 Neanderthal pelvis: First look at a complete inlet. In: American Journal of Physical Anthropology, Band 73, Nr. 2, 1987, S. 227–231, doi:10.1002/ajpa.1330730209.

| Personendaten    | Personendaten                             |
| ---------------- | ----------------------------------------- |
| NAME             | Rak, Yoel                                 |
| ALTERNATIVNAMEN  | Rak, Yoel Zvi                             |
| KURZBESCHREIBUNG | israelischer Anatom und Paläoanthropologe |
| GEBURTSDATUM     | 29. Juni 1946                             |
| GEBURTSORT       | Berlin                                    |